# Prevalitanija
Prevalitanija, tudi  Prevalitana, Prevaliana ali Prevalis  (latinsko Praevalitana),  je bila poznorimska provinca, ki je obstajala od leta 284 do 476. Obsegala je dele sedanje Črne gore, serverne Albanije in jugozahodne Srbije. 

## Zgodovinsko ozadje
Rimsko cesarstvo je zasedlo ozemlje Prevalitanije po tretji ilirski vojni.  Leta 168 pred n. št. so Rimljani v Skadru porazili zadnjega ilirskega kralja Gencija, ga odpeljali v Rim in leta  165 pred n. št. obglavili. Na osvojenem ozemlju so ustanovili štiri odvisne republike, v katerih so dejansko vladali Rimljani. Kasneje ustanovljeni Ilirik je bil organiziran kot provinca z upravnim središčem Skadar  pod neposredno rimsko upravo. Ilirik je bil leta 10 razdeljen na provinci Panonija in Dalmacija. Provinca Dalmacija je obsegala jadransko obalo in Dinarsko gorstvo, vključno s Črno goro. 

## Zgodovina
Provinca Prevalitanija je bila ustanovljena med vladavino cesarja Dioklecijana (vladal 284-305) iz jugovzhodnega dela nekdanje province Dalmacije in postala del Dioceze Mezije (290-357), ene od dvanajst diocez, ki jih je ustanovil Dioklecijan. Mezijska dioceza je bila kasneje razdeljena na dve diocezi: Dakijo na severu in Makedonijo na jugu. Prevalitanija je sprva spadala v Makedonsko diocezo, kasneje pa v Dačansko, v katero so spadale tudi Mediteranska Dakija, Celinska Dakija, Dardanija in Spodnja Mezija. Dačanska dioceza je spadala v Pretorijansko prefekturo Ilirik. Rimska provinca Makedonija je bila kmalu po ustanovivi razdeljena med Prevalitanijo in privinco Novi Epir.
Po razpadu Zahodnega rimskega cesarstva leta 476 in začetku preseljevanja ljudstev so v regiji zavladali Ostrogoti.

## Kasnejša zgodovina
Dalmacija je po propadu Zahodnega rimskega cesarstva in gotski vojni (535-554) med vladavino cesarja Justinijana I. (vladal 527–565) prišla pod oblast Vzhodnega (Bizantinskega) rimskega cesarstva. V invazijah Slovanov in Avarov   je bila porušena večina mest in njihovega zaledja. Bizantinska oblast se je obdržala samo na otokih in v nekaj obalnih mestih v albanskem višavju. 

## Mesta
Prva omemba kakršnega koli naselja v južni Dalmaciji je omemba Birsiminija v provinci Prevalitaniji, ki je živelo v senci ilirskega mesta Doclea (Duklja). Duklja je imela osem do deset tisoč prebivalcev in je bila po takratnih merilih veliko mesto. Ime je dobila po Dokleatih, enem od dveh velikih ilirskih plemen, naseljenih v regiji. Drugo pleme so bili Labeati, ki so bili naseljeni v pokrajini med  Skadarskim jezerom in sedanjo Podgorico. Njihova glavna trdnjava je bila Meteon, sedanji Medun. Labeati so imeli zelo razvit socialni in vojaški sistem. Dolkeati so naseljevali bogato dolino reke Zete, po kateri je potekala  glavna povezava med obalnim in celinskim delom Črne gore.  
V 5. stoletju so se na ozemlju Prevalitanije začela naseljevati  slovanska in avarska plemena. Njihovo naseljevanje je bilo vedno povezano z uničevalnimi pohodi na lokalno prebivalstvo in njihova naselja.  Priseljenci in naravne katastrofe so povzročile skoraj popolno uničenje nekoč cvetočih mest.  Slovanski priseljenci so zgradili novo naselje,  Ribnico (Podgorica),  ki je prevzela vlogo nekdanje Duklje. Neromanizirano lokalno (albansko)  prebivalstvo   se je umaknilo v albansko višavje. Slovanske napade je preživel samo Acruvium (sedanji Kotor) na jadranski obali, ki je do 10. stoletja cvetel kot trgovska mestna država, naseljena z romaniziranimi Iliri. Drugi večji mesti v pokrajini sta bili Anderva (Nikšić) in Risinium (Risan).

## Vir
- Radomir Popović (1996). Le christianisme sur le sol de l'Illyricum oriental jusqu'à l'arrivée des Slaves. Institute for Balkan Studies. ISBN 978-960-7387-10-3.